# Estación de Tuy
Tuy (en gallego, y oficialmente según Adif, Tui) es una estación de ferrocarril fronteriza con Portugal situada en el municipio español de Tuy en la provincia de Pontevedra, comunidad autónoma de Galicia. Desde el 17 de marzo de 2020, la estación carece de servicio de viajeros, por la supresión de las paradas intermedias del Tren Internacional Porto-Vigo en 2013 y la supresión en 2020 del Regional Renfe Vigo-Valença que se creó en 2013 para atender las paradas suprimidas del tren internacional.

## Situación ferroviaria
Se encuentra en el punto kilométrico 2,714 de la línea férrea de ancho ibérico que une Guillarey con Valença do Minho (Portugal) a 26 metros de altitud.

## Historia
La estación fue inaugurada el 1 de enero de 1884 con la apertura de la línea Guillarey-frontera portuguesa. La Compañía del Ferrocarril de Medina a Zamora y de Orense a Vigo fue la encargada de construir este corto ramal que tenía con función principal unir las redes españolas y portuguesas gracias a un puente internacional sobre el río Miño que se concluiría en 1886. En 1928, los graves problemas económicos que sufrían las empresas que gestionaban las líneas férreas del oeste español llevaron al estado a la nacionalización de las mismas y a su agrupación en la Compañía Nacional de los Ferrocarriles del Oeste. En 1941, Oeste se integraría como el resto de compañías ferroviarias españolas en RENFE.
Desde el 31 de diciembre de 2004 Renfe Operadora explota la línea mientras que Adif es la titular de las instalaciones ferroviarias.